# Revercourt
Revercourt – miejscowość i gmina we Francji, w Regionie Centralnym, w departamencie Eure-et-Loir.
Według danych na rok 1990 gminę zamieszkiwały 33 osoby, a gęstość zaludnienia wynosiła 6 osób/km² (wśród 1842 gmin Centre, Revercourt plasuje się na 1074. miejscu pod względem liczby ludności, natomiast pod względem powierzchni na miejscu 1343.).